# Витівки кепського дівчиська
«Витівки кепського дівчиська» («Пригоди поганого дівчиська», «Бешкетування неґречної дівчинки») (ісп. Travesuras de la niña mala) — твір перуанського письменника,  лауреата Нобелівської премії, Маріо Варгас Льйоса, що вийшов у світ у 2006.

## Сюжет
Головний герой Рікардо в юності живе у забезпеченій сім'ї в Лімі, Перу. Він зустрічає дівчину, що прикидається чилійкою, в яку він закохується. Після того як брехню дівчини викривають, вона зникає з його життя. Після переїзду до Парижу, Рікардо зустрічає «чилійку» знову. Проте тепер вона під іншим ім'ям таємно направляється на Кубу для проходження там революційного табору для тренування партизан. Кохання між ними розгорається знову і вона пропонує залишися у Парижі. Бажання дівчини — вирватися з бідності будь-якими засобами. Через слабодухість героя, вона змушена їхати на Кубу. Звідки вона втікає з дипломатом назад у Францію. Протягом усієї книги вона то з'являється, то зникає з життя Рікардо, що працює перекладачем. Він намагається утримати її, проте гроші та насичене пригодами життя цікавлять дівчину більше. Остаточно вони поєднуються лише перед самою смертю дівчини.

## Український переклад
Переклад здійснили у видавництві Фоліо та видали у 2010. У тексті перекладу знаходять багато русизмів: «коротше», «куди веселіше», «куди цікавіше», «скоріше це…», «по світові», «брешеш ти все», «чорт забирай», «промок до нитки», «до них за допомогою», «у противному разі», «вони як пити дати запроторять». Є свідчення, що переклали не з іспанської мови, а з російської.

## Джерело
- Льйоса Витівки кепського дівчиська // Фоліо, Харків, 2010—475 с.